# 努克姆技术公司
努克姆技术公司（英語：NUKEM Technologies，简称NUKEM）是一家位于德国卡尔施泰因（Karlstein am Main）的核工程公司，其前身可追溯至1960年。公司业务涵盖核设施退役、放射性废物管理、乏燃料处理以及TRISO燃料技术等领域。其总部设在德国第一座核电站的原址上，该设施的退役与场地修复也由该公司负责实施。
NUKEM曾多次经历股权变动。2022年俄乌战争爆发后，因关联俄罗斯背景，公司在欧洲市场面临日益严格的监管环境，业务发展受到较大影响。2024年4月，公司在德国申请破产。同年10月，日本穆如系统股份有限公司（Muroosystems Corporation）收购了其核心资产，NUKEM重组并恢复运营。

## 发展历程

### 核燃料制造与循环管理（1960–1988年）
公司最初名为NUKEM GmbH（Nuklearchemie und -metallurgie GmbH），1960年由德固赛（Degussa）、力拓（Rio Tinto）和马林克罗特（Mallinckrodt）三家公司共同投资创立，专注核燃料元件生产与贸易，在20世纪60年代迅速建立起在欧洲市场的地位。1969年，公司将轻水反应堆燃料业务出售给KWU（由西门子和 AEG 共同成立），随后业务重心转向铀贸易、放射性废物管理与核工程服务，并逐步向核燃料循环产业链后端拓展。1985年，公司参与瓦克斯多夫后处理厂建设，推动乏燃料闭式循环，但因公众抗议和政策调整，该项目于1989年终止，公司在乏燃料回收领域的发展受限。

### 莱茵集团控股与国际化发展（1988–2005年）
1988年，德国莱茵集团（RWE AG）全资收购NUKEM GmbH，将其纳入集团核能相关业务体系，并整合核燃料供应、废物管理和工程服务等职能，以支持其在欧洲市场的整体运营。1992年，NUKEM 获得斯洛伐克博胡尼斯、俄罗斯巴拉科沃和乌克兰赫梅利尼茨基核电站的核废物管理合同，业务范围逐步扩展至中东欧国家。2003年，公司开始乌克兰切尔诺贝利核电站建设废物处理中心，进入高放射性废物处理项目领域。

### 私募股权收购与业务重组（2006–2012年）
2006年，莱茵集团（RWE）以2.05亿欧元的价格将NUKEM整体出售给私募股权公司安宏国际（Advent International），后者通过旗下的Advent Energy完成了此次收购。收购完成后，安宏国际进行了业务重组，将核燃料贸易业务留在母公司，另将放射性废物管理、乏燃料管理和核退役工程业务独立出来，成立子公司NUKEM Technologies GmbH。
2007年，公司将旗下多个子公司陆续出售，包括将英国NUKEM Ltd.卖给法国VINCI集团旗下的Freyssinet，美国NUKEM Corp.出售给EnergySolutions，以及德国NIS Ingenieure和法国Assistance Nucléaire SA出售给Siempelkamp集团。 2011年，RWE又将同位素贸易业务分拆成立独立的NUKEM Isotopes GmbH。  2012年，原有的核燃料贸易部门NUKEM Energy GmbH以1.36亿美元售予加拿大的Cameco公司。 

### 俄原集团控股时期（2009–2024年）
2009年12月14日，俄罗斯国家原子能集团（Rosatom）旗下的Atomstroyexport公司以2350万欧元收购了NUKEM Technologies GmbH，NUKEM 成为 Rosatom 在国际核工程领域运营架构的一部分。  2014年，为进一步拓展在核设施退役和放射性废物管理方面的业务，NUKEM 成立了子公司NUKEM Technologies Engineering Services GmbH，专门负责核退役项目的实施与工程服务。 
2022年俄乌战争爆发后，由于母公司的俄罗斯背景，NUKEM在欧洲市场的经营受到严重影响，业务大幅萎缩。最终，公司于2024年4月在德国申请启动了自我管理的破产程序。

### 日本企业收购与业务整合（2024年）
2024年5月29日，日本穆如系统股份有限公司（Muroosystems Corporation）与NUKEM破产管理人签订协议，收购了NUKEM Technologies Engineering Services GmbH的股权，以及NUKEM Technologies GmbH的核心资产。 德国政府于同年9月9日正式批准交易，经济所有权随后于9月25日完成转移，全部收购流程最终在2024年10月正式完成。
NUKEM Technologies GmbH于2024年12月完成破产清算，其全部业务及资产被整合至穆如系统旗下的NUKEM Technologies Engineering Services GmbH。此次重组使得NUKEM品牌与技术体系在新法人架构下继续运营。

## 项目
NUKEM在多个国家参与了与核工程相关的项目，主要包括以下案例：
- 立陶宛：为已关闭的伊格纳利纳核电站（Ignalina NPP）建设临时乏燃料储存设施和固体废物处理设施，作为该国核能退役计划的一部分实施。[22][23][24][25]

- 南非：2007年获得球床模块化反应堆（PBMR）试验燃料制造厂建设合同，项目后因政策调整被取消。[26]

- 印度尼西亚：2015年参与10 MW 模块化高温气冷实验堆（HTGR）项目前期工作，包括可行性研究、初步设计及安全文档草案编写，项目由印尼国家原子能机构委托，NUKEM 与当地企业组成联合体实施。[27][28][29]

- 保加利亚：为科兹洛杜伊核电站（Kozloduy NPP）建设干式乏燃料储存设施，用于实现长期储存和管理需求。[30]

- 俄罗斯：参与列宁格勒核电站（Leningrad NPP）和库尔斯克核电站（Kursk NPP）的废物处理与调节综合设施建设，作为俄罗斯核废物管理系统建设的一部分。[31]

- 乌克兰：负责切尔诺贝利核电站（Chernobyl NPP）的废物处理与调节综合设施建设，项目环境复杂，属于高挑战级别的核废物管理工程。[32]

- 法国：承担布伦利斯核电站（Brennilis NPP）的反应堆拆除工程，参与法国核电站退役工作的实施。[33]

- 中国：为福建漳州核电站（Zhangzhou NPP）提供乏离子交换树脂处理厂的设备及相关服务，包括设计、制造、测试和质量控制。[34]

- 瑞士：受穆勒贝格核电站（Mühleberg NPP）委托，开展拆除前的可行性研究，评估 FREMES 输送系统在放射性混凝土破碎特征识别方面的适用性。[35]

- 瑞典：与Uniper Nuclear Services GmbH合作，成功完成奥斯卡港核电站（Oskarshamn NPP）最后一个反应堆压力容器的拆除，推动瑞典核能退役进程。[36]

## 相关报道
- 2025年3月，NUKEM Technologies 首席执行官托马斯・赛波尔特（Thomas Seipolt）在接受德国主要媒体《图片报》（Bild）采访时表示，如果作出政治决定，德国最迟可在2030年前重启多座核电厂。他同时指出，现阶段正在进行的核电退役作业应予以中止。赛波尔特表示，这些反应堆如能重启，可持续运行至2050年以后，并称：“我们认为核电回归具有现实可能性”。[37]